# ایزونا، ناگانو
ایزونا، ناگانو (به لاتین: Iizuna, Nagano) یک منطقهٔ مسکونی در ژاپن است که در استان ناگانو واقع شده‌است. ایزونا ۷۵٫۰۰ کیلومتر مربع مساحت و ۱۰٬۸۹۵ نفر جمعیت دارد.